# 롱타인 국제공항
롱타인 국제공항(베트남어: Sân bay Quốc tế Long Thành / 𡑝𩙻國際隆城/𡑝𩙻國際隆成 - 륭성 국제공항; 영어: Long Thanh International Airport)은 베트남 남부 동나이성에 건설 중인 국제공항으로, 호찌민시에서 북동쪽으로 약 40 km 정도 떨어진 곳에 위치한다. 민간 공항과 군사 공항을 겸하며 떤선녓 국제공항을 대체하게 된다. 2014년 착공해 2026년 개항을 목표로 하고 있으며 건설 비용은 67억 달러, 이용승객은 연간 1억 명으로 추산된다.

## 개요
떤선녓 국제공항은 2020년까지 인구 2000만에서 2,200만에 이를 것으로 추정되는 30,404km2 면적의 호찌민 시 광역 시역의 유일한 국제공항이다. 이러한 인구는 도시만 1600만~1700만에 이르며 이것은 전체 인구의 77 - 80%에 해당하는 수치이다. 떤선녓 공항은 베트남 전쟁 때 보급을 지원하기 위해 건설되었으며, 그리하여 성장이 제한적인 붐비는 사이공 내부에 입지를 잡게 되었다. 위치와 안전 문제로 인해, 급성장하는 승객 증가 속도를 충족시키기 어려웠다. 떤선녓 국제공항은 연간 최대 2500만명의 승객을 처리할 수 있음에도 불구하고, 2016년에 이미 3250만명을 처리했다.
남베트남의 국제여행객의 유입은 매년 15~20%씩 급격히 증가하고 있다. 그리하여 국내 시장을 활성화시키고, 미래의 수요를 감당하기 위한 신공항을 건설할 필요성이 제기되고 있다.
떤선녓 공항은 롱타인 국제공항이 완성되기 전까지 국제선과 국내선 수요를 감당할 예정이다.

## 연계 교통

### 도로
- 51번 국도
- 호찌민-롱타인 고속도로
- 비엔호아-붕따우 고속도로
- 롱안-롱타인 고속도로

### 철도
- 호찌민-롱타인 고속철도
- 호찌민-냐짱 고속철도

## 같이 보기
- 떤선녓 국제공항
- 베트남의 교통
- 베트남의 공항 목록